# Каванак
Кавана́к (фр. Cavanac) — коммуна во Франции, находится в регионе Лангедок — Руссильон. Департамент коммуны — Од. Входит в состав кантона Восточный Каркасон. Округ коммуны — Каркасон.
Код INSEE коммуны — 11085.

## Население
Население коммуны на 2008 год составляло 880 человек.
| 1962 | 1968 | 1975 | 1982 | 1990 | 1999 | 2004 | 2008 |
| ---- | ---- | ---- | ---- | ---- | ---- | ---- | ---- |
| 456  | 495  | 521  | 581  | 676  | 665  | 773  | 880  |

## Экономика
В 2007 году среди 535 человек в трудоспособном возрасте (15—64 лет) 383 были экономически активными, 152 — неактивными (показатель активности — 71,6 %, в 1999 году было 71,6 %). Из 383 активных работали 340 человек (182 мужчины и 158 женщин), безработных было 43 (20 мужчин и 23 женщины). Среди 152 неактивных 52 человека были учениками или студентами, 58 — пенсионерами, 42 были неактивными по другим причинам.